# Drapelul Iugoslaviei
Drapelul Iugoslaviei descrie steagurile Regatului Iugoslaviei și al Republicii Socialiste Federative Iugoslavia.

## Regatul Iugoslaviei

Drapelul Regatului Iugoslaviei.

### Alte drapele ale Regatului Iugoslavia

Insigna navală a Regatului Iugoslaviei
Drapelul regelui
Drapelul rangului de mareşal
Drapelul rangului de general
Drapelul rangului de general de diviziune
Drapelul rangului de genaral de brigadă

## Republica Socialistă Federativă Iugoslavia

Steagul R.S.F. Iugoslavia, proporție 1:2

### Alte drapele ale R.S.F. Iugoslavia

Insigna navală. Drapel de proporţie: 2:3
Drapelul naval. Drapel de proporţie: 2:3
Drapelul preşedintelui R.S.F. Iugoslavia. Drapel de proporţie: 1:1
Drapelul preşedintelui Adunării federale a R.S.F. Iugoslavia (esenţial de prim-ministru). Drapel de proporţie: 1:1
Bandieră a R.S.F. Iugoslvia. Atârnat la Adunarea federală a R.S.F. Iugoslavia